# René-Levasseur
L'illa René-Levasseur es troba al centre del Llac Manicouagan al Quebec, Canadà. El cim més alt és Mont Babel, a 952 m. Ocupa una superfície de 2.020 km² (amb un diàmetre de 72 km), és la segona illa més gran del món de les situades dins d'un llac, la primera és Illa Manitoulin al Llac Huron.
L'Illa René-Levasseur va ser formada per l'impacte d'un meteorit fa 214 milions d'anys. Es creu que aquest meteorit tenia un diàmetre de 5 km i hauria colpejat la terra a la velocitat de 17 km per segon i que va formar un cràter de 100 km de diàmetre en el centre del qual es va formar l'illa.
L'illa rep el nom der René Levasseur, el cap d'enginyers responsables de la construcció del pantà Daniel Johnson al riu Manicouagan. Levasseur morí als 35 anys, pocs dies abans de la inauguració del pantà.
L'illa està dins una batalla legal entre els indígenes Innu de Betsiamites per protegir la seva terra de la inundació.
També hi ha una campanya ecologista per protegir l'illa íntegrament.

## Galeria

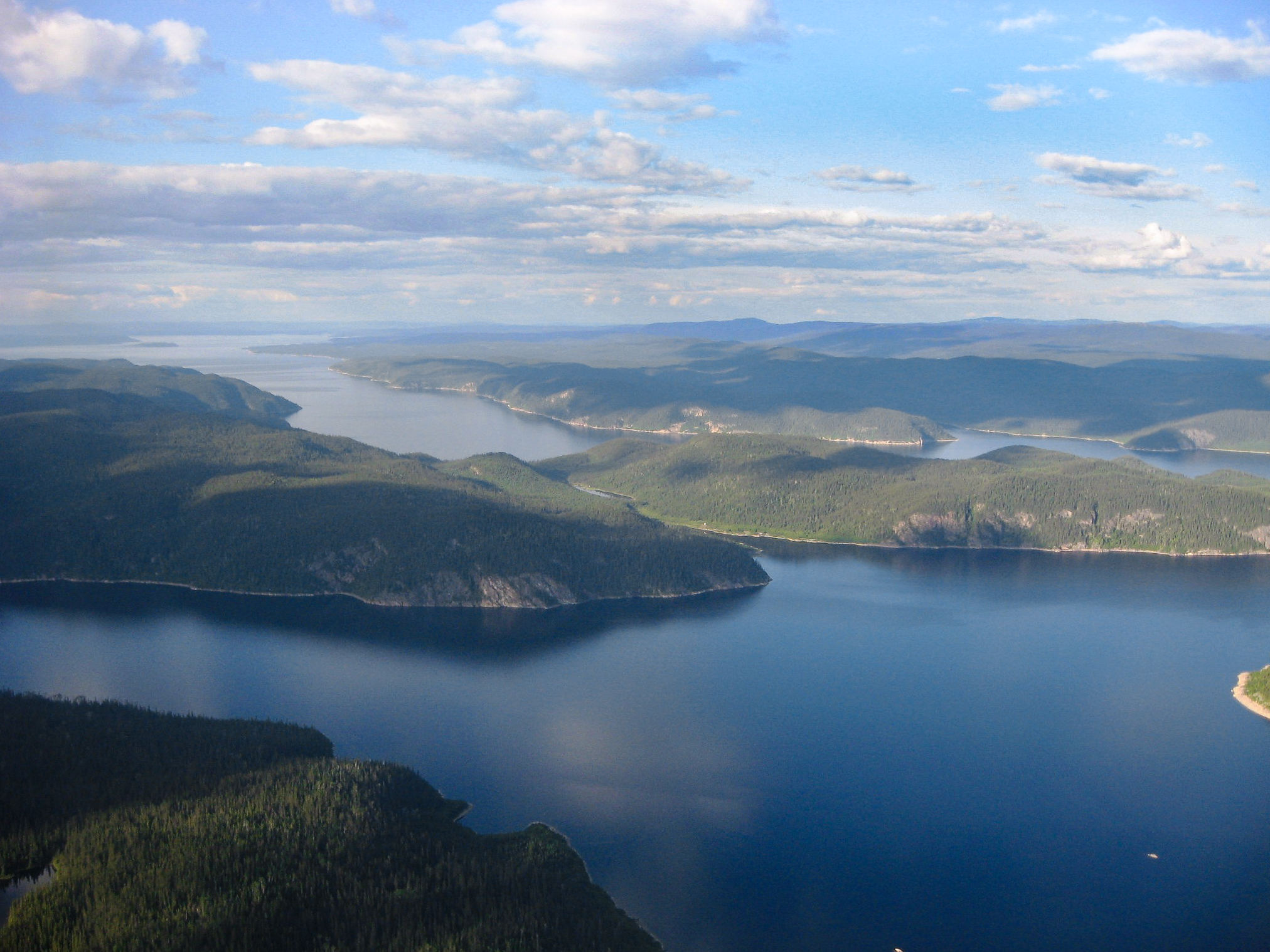
Illa René-Levasseur al fons
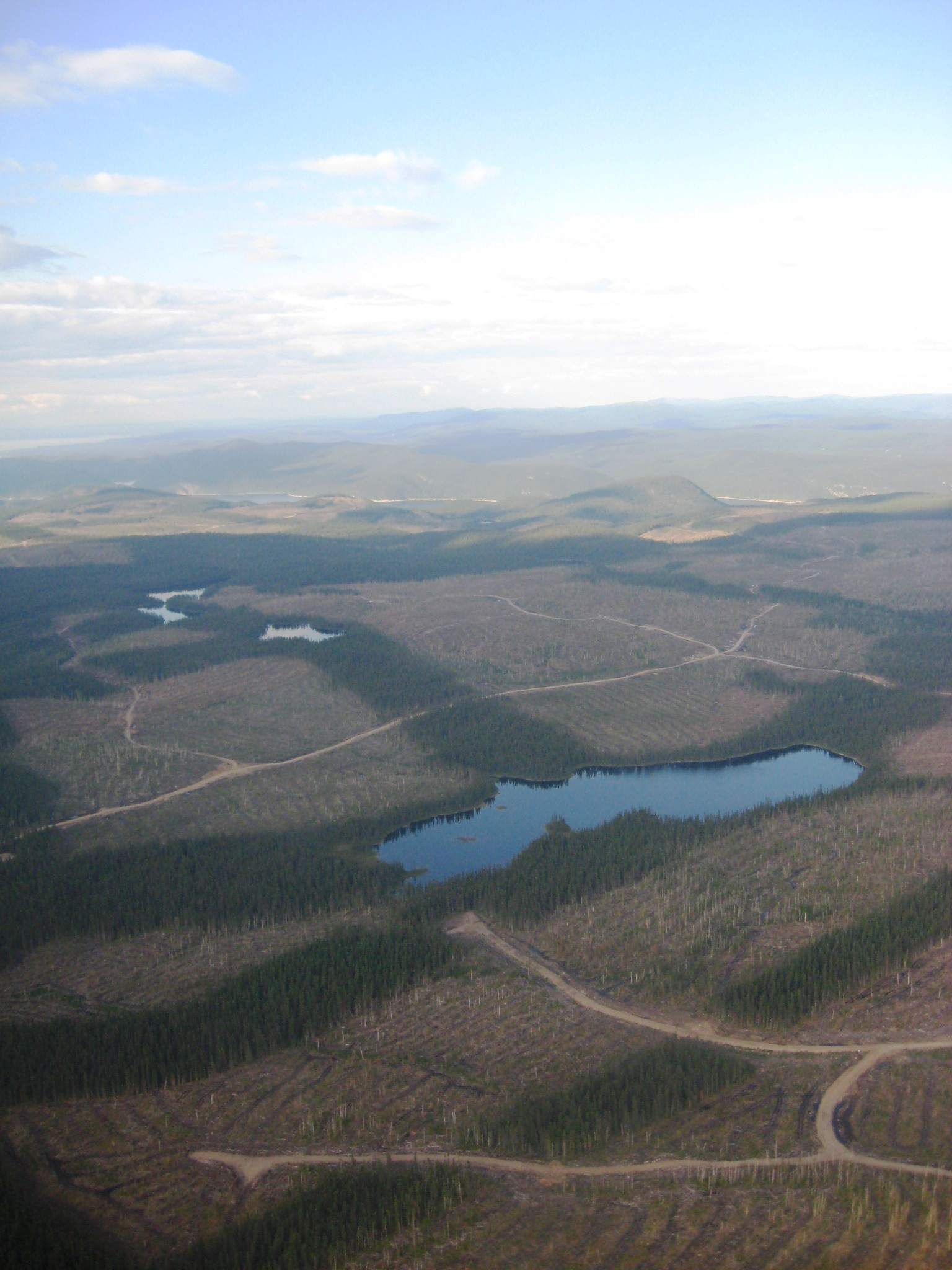
Vista de l'illa
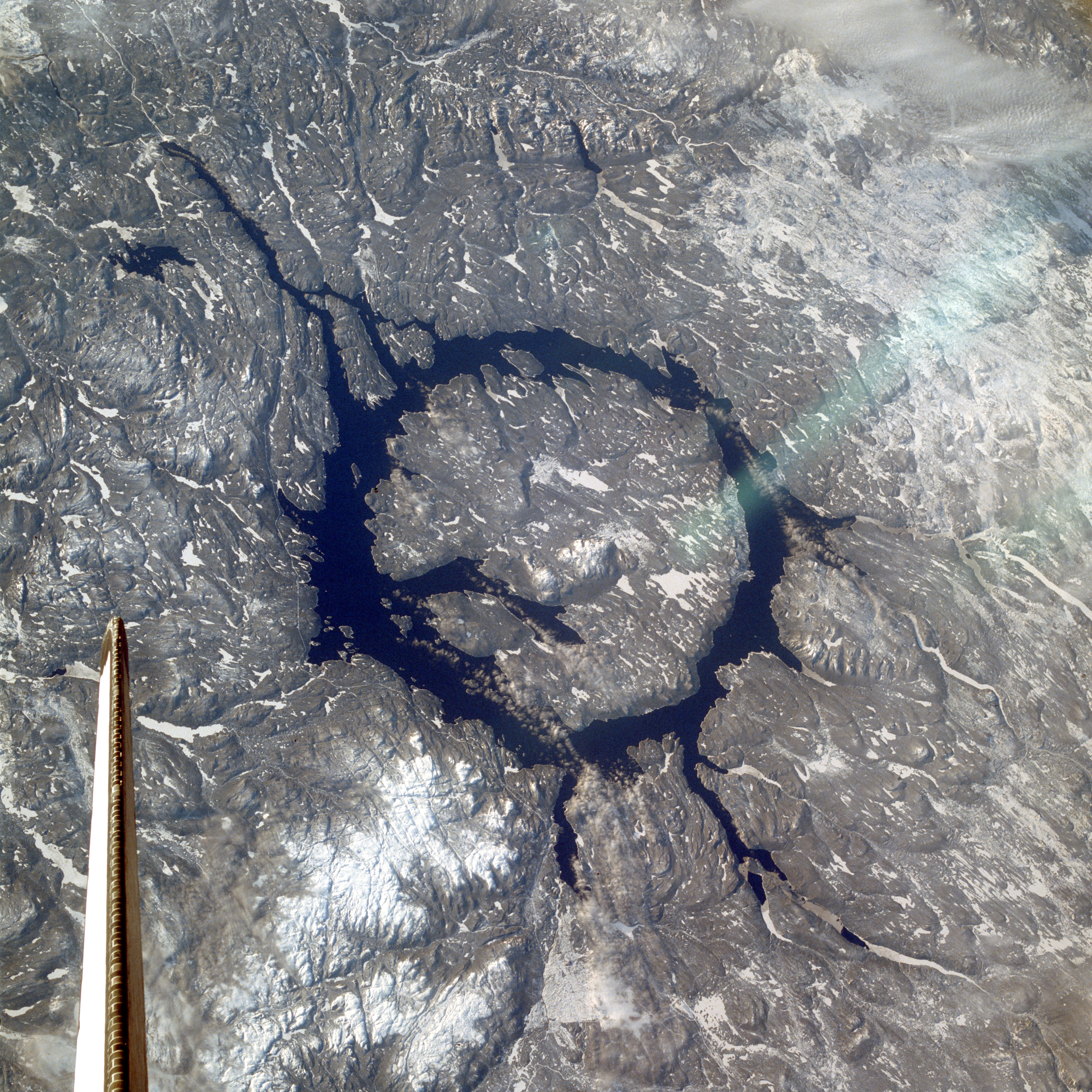
Vista des de l'space shuttle (el nord és a la part baixa de la dreta)